# 古代南部東アジア人
考古遺伝学では、南部東アジア人(Southern East Asian :SEA)としても知られる古代南部東アジア人 (ASEA)という用語は、福建省地域から沿岸の中国南部と台湾海峡に広がる古代東アジア南部人を代表する関連する祖先構成要素を要約するために使用される。彼らは紀元前20,000年から26,000年頃に古代北部東アジア人（ANEA）との共通祖先から分岐したと推測されている。

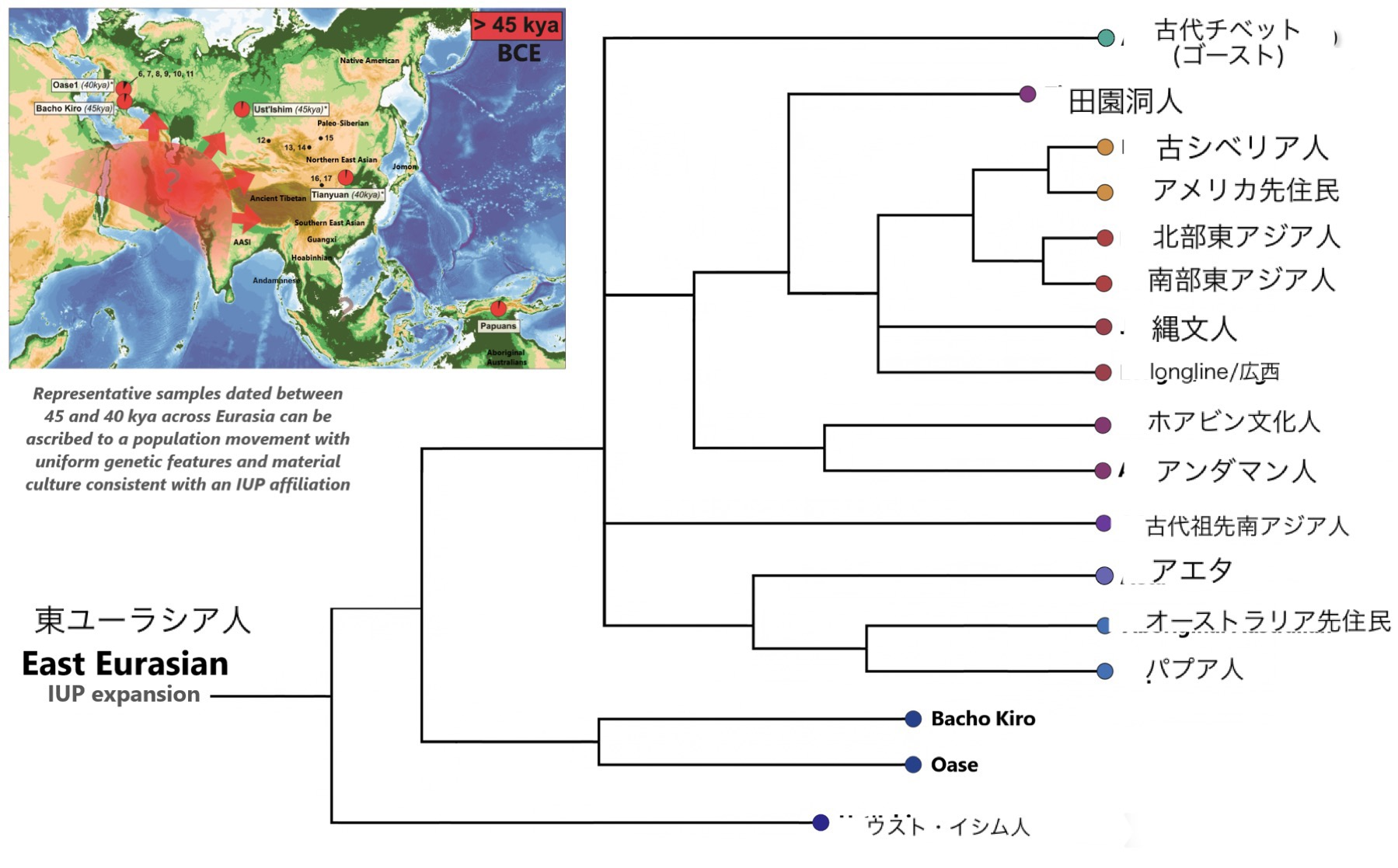
東ユーラシア人系統内における古代南部東アジア人の系統の系統学的位置づけ

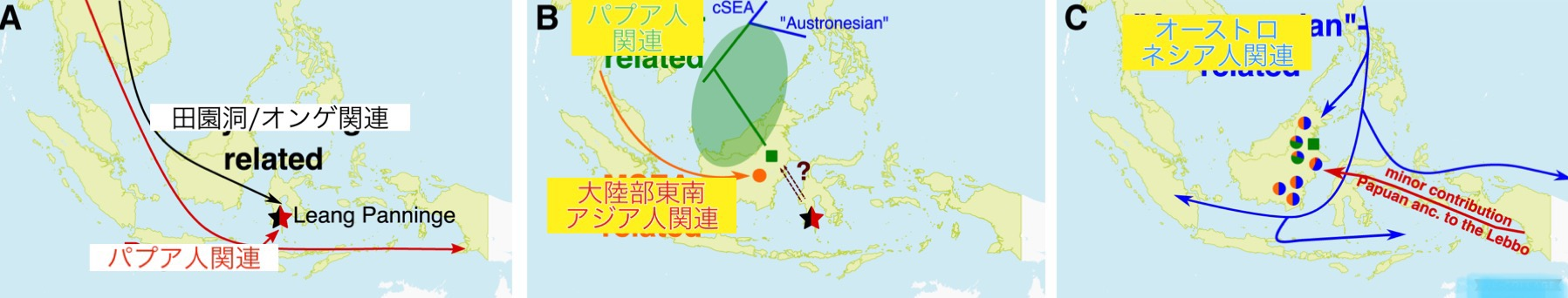
東南アジア島嶼部における人口定住の概略：
(A)現代のニューギニア人とオーストラリアのアボリジニに関連する祖先によるスンダとサフルの初期居住、その後、Liang Panningeのサンプルで証明されたように、アジア大陸の奥深く（田園洞またはオンゲに関連する）祖先が続く。(B）古代の東南アジア大陸と祖先のプナン族に関連する祖先の分散が、沿岸部の華南人、つまりオーストロネシア人に関連する祖先よりも先行している。 (C)北東部および東部ボルネオで観察されるオーストロネシア系（アミ族およびKankanaey族関連）の祖先と、それに続く東ボルネオのレボ集団で観察される特定のパプア系祖先の混血につながるオーストロネシア系の拡大。

古代南部東アジア人は福建省の奇和洞の個体、すなわち奇和3号（約12,000年前）と台湾海峡の亮島（約8,000年前）の2つの個体が最初の代表となった。この種の「福建祖先系統」は広西チワン族自治区や東南アジアの9,000〜4,000年前のサンプルにも見られ、オーストロネシア人やタイ・カダイ語族と関連している。福建祖先系統は約1万年前から7000年前の間に東南アジア、特にフィリピンに進出したと推測されている。現代の東南アジアの集団に関する遺伝子データから、福建祖先系統（フィリピンのイゴロット族で最も頻度が高い）は東アジアに関連した最新の移民の波であることが明らかになった。古代南部東アジア人（ASEA）は2つのサブグループ、すなわち福建祖先系統と、オーストロアジア語族（特に現代のムラブリ族（英語: Mlabri people））やフィリピンのマノボ語（英語: Manobo languages）話者集団の間でピークを迎える祖先系統に大別できる。東南アジアでは、古代南部東アジア人(ASEA)の祖先は程度の差こそあれ、ホアビン文化（英語: Hoabinhian）の物質文化に関連する、深く分岐したアジアの狩猟採集民（「基底東アジア人」）の祖先と結合している。
古代南部東アジア人(ASEA)の祖先に関連する最古の拡大波は、現代のマノボ族をピークとする系統によってもたらされ、中国南部から東南アジア大陸部を経て東南アジア島嶼部に拡大し、12,000年前頃にフィリピン諸島に到達したと推測されている。12,000年前から8,000年前までの間に、オーストロアジア語族に関連する系統が東南アジア大陸から東南アジア島嶼部、そして南アジアへと拡大した。最新の波は福建語の系統と関連付けることができ、それは東南アジア、太平洋、そしてマダガスカルへのオーストロネシア語の拡散と関連している。